# Fleckenmauer (Herrnsheim)

Ostseite der Fleckenmauer mit dem Turm zwischen Untertor und Schillerturm

Die Fleckenmauer von Herrnsheim war die spätmittelalterliche Ortsbefestigung des Dorfes Herrnsheim, heute ein Stadtteil von Worms.

## Geografische Lage
Die Mauer umzog das Dorf Herrnsheim komplett, was dem heutigen Altbau-Kern des Ortes entspricht, und fasste so die etwa ovale Form des Grundrisses der Siedlung. Im Nordwesten schloss die Befestigung die Burg der Kämmerer von Worms, später: von Dalberg, ein. Die Einzelheiten des ursprünglichen Anschlusses sind heute, nach mehreren Umbauten der Anlage zum Herrnsheimer Schloss, unklar.

## Bauform
Der Mauer war ein Graben vorgelagert. Es war eine einfache Mauer, überwiegend aus Bruchsteinen mit zwischengeschalteten Türmen und vier Toren. Die Bauform der Mauer war typisch für die Zeit, bevor Artillerie üblich wurde. Danach war die Mauer kein Schutz mehr gegen militärische Angriffe, konnte aber weiter Sicherheit, zum Beispiel gegen räuberische Überfälle, bieten.

### Tore
Vier Tore führten in alle Himmelsrichtungen:
- Im Westen lag das Pfeddersheimer Tor (auch: „Peterstor“), spätestens ab dem 19. Jahrhundert „Pariser Tor“ genannt. Von der spätmittelalterlichen Anlage des Tores ist hier nichts mehr erhalten. Die Situation wurde am Anfang des 19. Jahrhunderts völlig umgestaltet, als hier Emmerich Joseph von Dalberg den Schlosspark und den Parkteil, der heute als „Sportpark“ bezeichnet wird, mit einer über die Straße führenden Brücke verbinden ließ.[2] Seine Tochter, Marie Louise von Dalberg, ließ die Brücke in den 1840er Jahren von Ignaz Opfermann durch eine mondäne Gusseisenkonstruktion ersetzen[3], die in der zweiten Hälfte der 1950er Jahre abgerissen wurde.[2]
- Im Süden lag das Tor für die Straße nach Worms. In der heutigen „Herrnsheimer Hauptstraße“ ist hier die barocke Brücke über den Graben mit einer Statue des Heiligen Nepomuk und den Torpfosten an den Häusern Nr. 56 und 57 erhalten.
- Im Osten, Richtung Rhein, lag das Untertor. Bauliche Reste davon sind – einschließlich eines Torpfosten – im Haus Schmiedgasse 2 erhalten.
- Das ursprüngliche Nordtor ist nicht erhalten. Es lag in der parkseitigen Gebäudeflucht östlich des Hauptflügels von Schloss Herrnsheim. Die hier nach Mainz führende Straße verlief ursprünglich geradeaus nach Norden durch das Gelände des Schlossparks. Emmerich Joseph von Dalberg setzte durch, dass die Straße 1811 verlegt wurde.[4] Sie mündete anschließend unmittelbar vor dem Pariser Tor, von Norden kommend in die Straße nach Pfeddersheim und führte so um den Park herum. Dass die beiden Torpfosten, die heute den Eingang zum Schlosshof flankieren und ein Stück südlich des ehemaligen Standortes des Nordtores stehen, ursprünglich zu diesem Nordtor gehörten[5], ist schon angesichts ihrer baulichen Ausführung mehr als fraglich.

### Türme

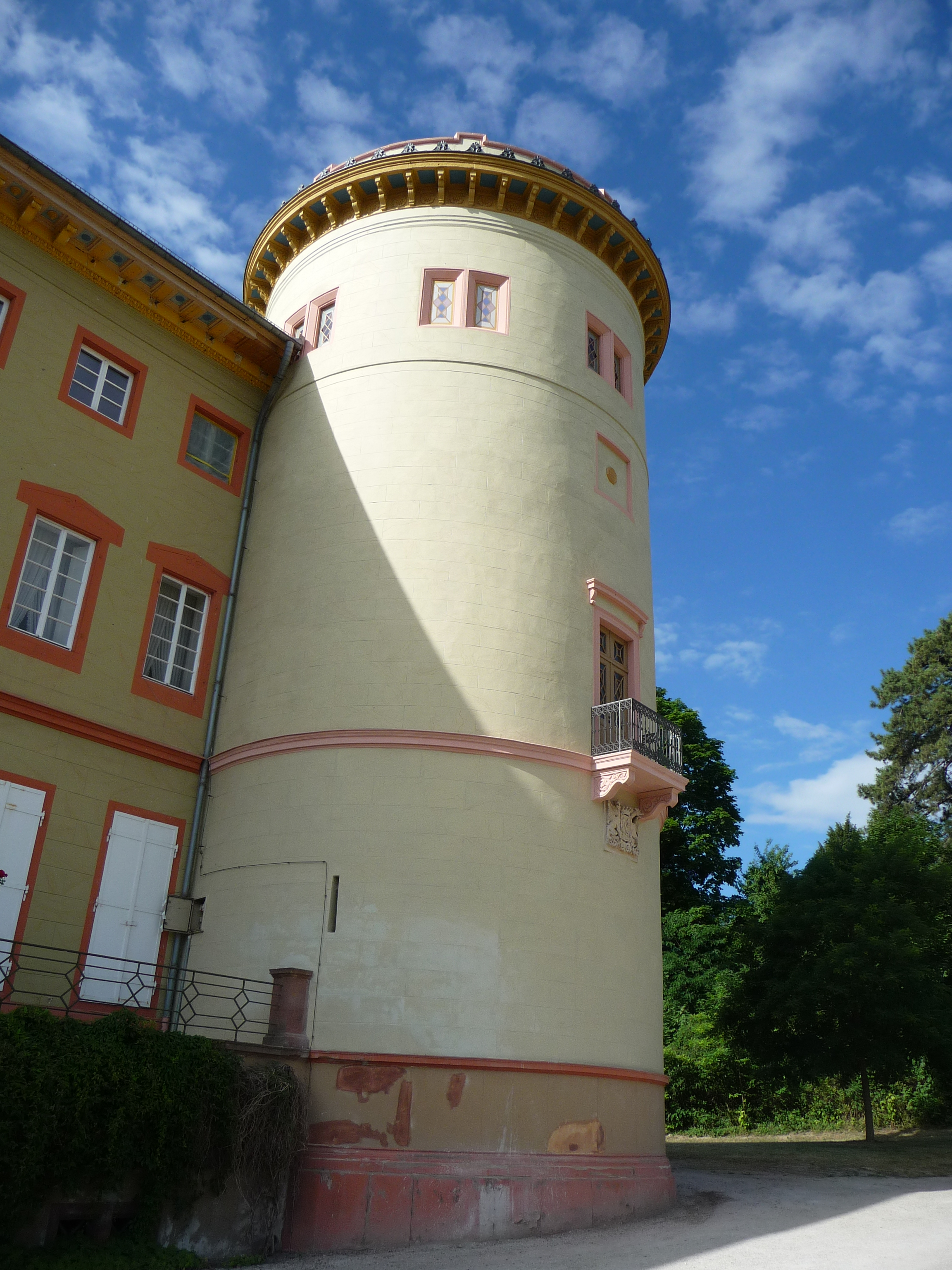
Unklar ist, ob auch der heutige Bibliotheksturm des Schlosses ursprünglich Teil der Fleckenmauer war

Die heute erhaltenen Türme sind nur ein Teil der ursprünglichen Zahl. Erhalten sind:
- Schillerturm. Dieser Turm liegt heute am Rand des Schlossparks und besteht in der Sockelzone aus Bruchstein, darüber aus Backstein. Er wurde ab 1789 romantisierend umgebaut und in die Parkgestaltung einbezogen.[6] Dabei wurden auch Spolien aus dem 1814 ausgebrannten und in der Folgezeit schrittweise abgerissenen Kreuzgang des Wormser Doms verwendet.[1][Anm. 1] Im Obergeschoss wurde ein Raum eingerichtet. Die Benennung nach Friedrich Schiller erfolgte nachträglich. Hintergrund soll sein, dass Wolfgang Heribert von Dalberg als Intendant des Nationaltheaters in Mannheim Schiller förderte. Ob der aber Herrnsheim je besucht hat, ist nicht gesichert.
- Benachbart findet sich der nächste erhaltene Turm auf der Höhe der Schillerturmstraße 23.[1] Er deckte den Mauerabschnitt zwischen Untertor und Schillerturm.
- Storchenturm.[Anm. 2] Seine Datierung auf 1472[1] ist wohl unzutreffend. Sie leitet sich aus der Inschrift eines Wappensteins, der heute im Sturz eines Kamins im ersten Obergeschoss eingebaut ist, ab. Der Kamin wurde aber erst nach 1820, als auch dieser Turm romantisierend umgebaut wurde, hierher versetzt.[7] Architekt dieser Umgestaltung war Jacob Friedrich Dyckerhoff.[2] Der Turm erhielt dabei ein herrschaftliches Zimmer und darüber eine Wohnung für Bedienstete. Auch hier wurden Spolien aus dem Kreuzgang des Wormser Doms eingebaut, Schlusssteine[Anm. 3] und Maßwerkfenster wurden in die Turmfassade eingefügt.[2] Der Umbau war 1824  abgeschlossen.[8] Der Turm wurde 1986 vom Heimatkreis Herrnsheim[9] restauriert.[1] Der Turm war das einzige Bauwerk in dem südlich der heutigen Gaugasse gelegenen Teil des Parks.[2] Seit 2018 brüten auf dem Turm – nach jahrzehntelanger Pause – auch wieder Störche.[10]
- Bibliotheksturm. Ob der Bibliotheksturm des Schlosses (ehemals auch: „Runder Turm“) Teil der Fleckenmauer war, ist nicht geklärt. Er liegt zwar in deren nördlicher Fluchtlinie, allerdings fehlen oberirdisch die Anschlüsse zur Fleckenmauer.

## Geschichte

Die Fleckenmauer bildet zum Sportpark die Rückwand für mehrere Scheunen

Weder zur frühen Baugeschichte der Mauer noch dazu, ob es eine Vorgängeranlage gab, liegen valide Informationen vor. 1445 wird zumindest der Graben erwähnt. Seitens der Denkmalpflege wird zu dem Bauwerk angegeben: „wohl 15. Jh.“ Philipp I. Kämmerer von Worms wurde 1463, nachdem er mit seinem Bruder die Besitzverhältnisse innerhalb der Familie bereinigt hatte, Alleinherr von Herrnsheim. Er errichtete anschließend die Burg oder baute sie aus, ebenso die Fleckenmauer.
Die Mauer ist heute noch zu erheblichen Teilen oberirdisch sichtbar erhalten, insbesondere dort, wo sie in Bebauung einbezogen wurde – in der Regel im rückwärtigen Bereich. Besonders gut erhalten ist sie in ihrem westlichen Abschnitt entlang des „Sportplatzparks“ sowie der nordöstliche Abschnitt im Schlosspark und im Bereich des Untertors.
Die Fleckenmauer ist ein Kulturdenkmal aufgrund des Denkmalschutzgesetzes des Landes Rheinland-Pfalz.